# Illyrer

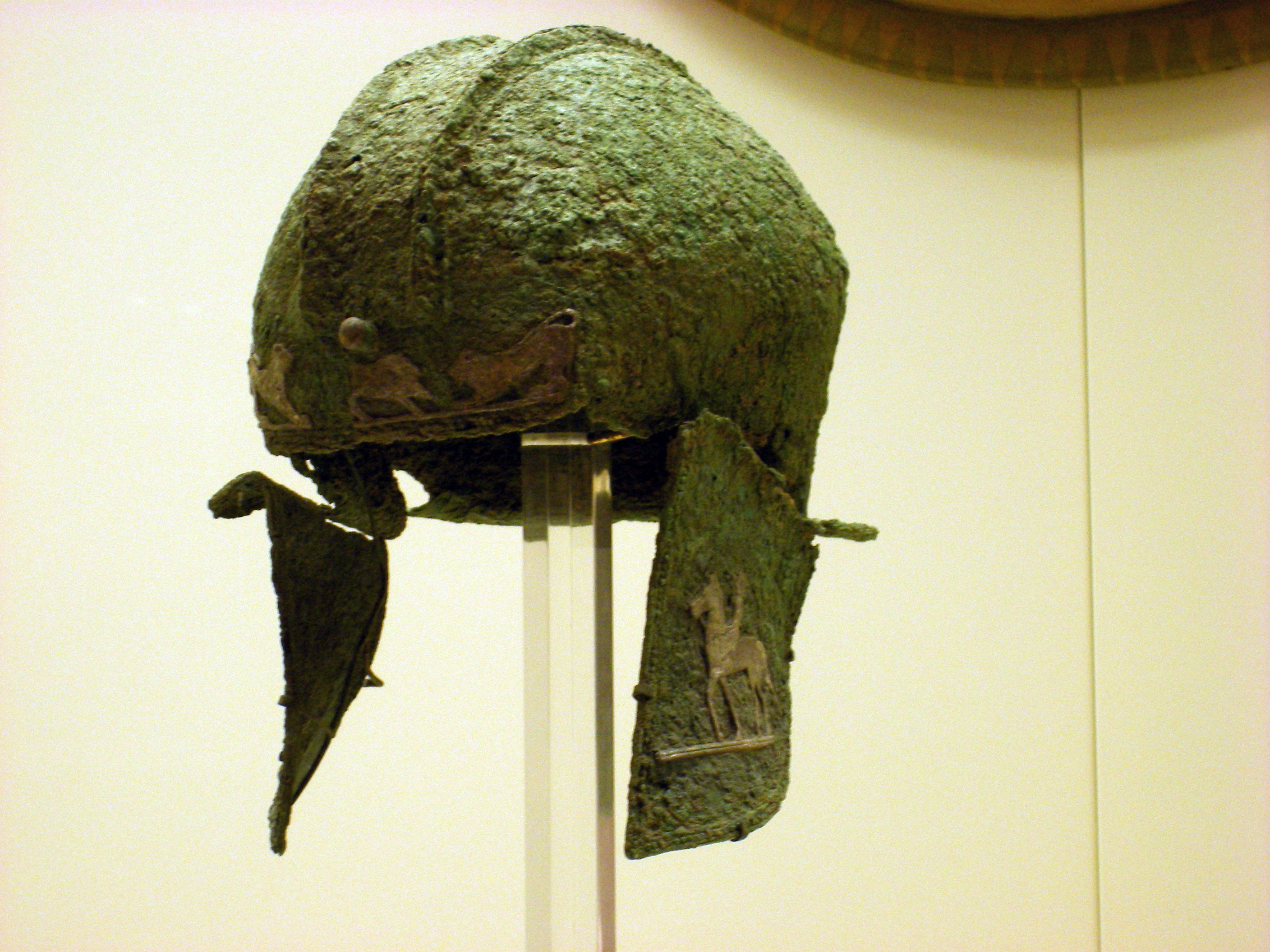
Helm illyrischen Typs, vor 530 v. Chr. (Archäologischen Museum Olympia)

Die Illyrer (oder Illyrier) waren eine Gruppe von Stämmen, welche in der Antike auf der westlichen Balkanhalbinsel lebten und die eigene kurzlebige Königreiche und Dynastien hervorbrachten sowie auch zahlreiche Städte gründeten.
Das geographische Gebiet bezeichnete die antike griechische und römische Geschichtsschreibung als Illyrien, das die Forschung heute aber nicht als deckungsgleich mit dem Siedlungsraum der illyrischen Sippen sieht. Ob beispielsweise die Stämme der Japoden, Histrier und Liburner auf der nordwestlichen Balkanhalbinsel und diejenigen der Japyger, Messapier, Daunier und Peuketier auf der südöstlichen Apenninhalbinsel (Apulien) „illyrisch“ waren, wird kontrovers diskutiert. Ebenso unklar sind die Beziehungen der Illyrer zu den Thrakern, Phrygern, Kelten und Paioniern im Süden und Osten des Westbalkans; eine Differenzierung, was dort „illyrisch“ war, ist für Forscher eine Herausforderung. Das größte Hindernis ist im Allgemeinen der Mangel an schriftlichen Zeugnissen, weswegen auch die illyrische Sprache weitgehend unbekannt ist; sie kann jedoch der indogermanischen Sprachfamilie zugeordnet werden. Die interdisziplinäre Wissenschaft, welche sich mit diesen Fragen beschäftigt, wird Illyrologie genannt.
Als Illyrismus werden gesellschaftlich-politische Konzepte vor allem unter Albanern und Kroaten in der Moderne genannt, welche die Abstammung ihrer Ethnie auf die Illyrer zurückführen. Der Panillyrismus hingegen beschreibt eine mittlerweile überholte Theorie unter Archäologen und Historikern, wonach die Illyrer Träger der Urnenfelderkultur gewesen seien.

## Begriffsgeschichte

Eine Karte Illyriens vor der römischen Eroberung

Schon in der Antike wurde der Name Illyrer (altgriechisch Ἰλλύριοι Illýrioi, lateinisch Illyrii und Illyri) uneinheitlich gebraucht, und die Zahl der Stämme, die von antiken Geografen und Historikern zu ihnen gezählt wurden, wuchs im Zuge der Erkundungsfahrten der Griechen entlang der Adria.
Erstmals tauchen die Illyrer bei Hekataios von Milet (5. Jahrhundert v. Chr.) auf, der (in den erhaltenen Fragmenten) die Japyger, Taulantier, Chelidonier, Sesarether und Abrer zu ihnen zählt. Sein weiteres Wissen über diese Stämme ist nicht überliefert. Herodot nennt in seinen Historien (I 96) das Volk der Ἰλλυριῶν Ἐνετοί (Illyriōn Enetoí) als Nachbarn der Triballer, Dardaner und Makedonen. Diese Lokalisierung macht eine Gleichsetzung mit den oberitalischen Venetern wenig glaubwürdig und hat zu der Annahme geführt, Herodots Ἰλλυριῶν Ἐνετοί seien nur ein Stamm der Makedonen.
Der Periplus des Pseudo-Skylax (4. Jahrhundert v. Chr.) hat nähere Kenntnis von den Illyrern und scheidet sie in Stämme an der Küste und solche im Hinterland. Zu den ersteren zählt der Verfasser die Buliner, Hyller, Hierastammer, Nestäer, Manier, Encheleer, Taulantier, Oriker und Amantier, zu den letzteren die Autariaten, Atiutaner und Dassareten (oder auch Dexarer genannt). Dass die Japyger in dieser Aufzählung fehlen, lässt sich mit deren Vertreibung durch die Liburner erklären.
Die Festlegung der Illyrer als Volk an der Adriaküste auf dem Balkan, deren Nachbarn im Norden die Liburner und im Süden die Chaonier waren, galt im griechischen Kulturraum bis zur Zeit der Eroberung durch die Römer, und noch das Geschichtswerk des Skymnos (2. Jahrhundert v. Chr.) hält es so.
In der Römerzeit verwischte sich diese Schärfe. Durch die Eroberung der Balkanhalbinsel und die Einrichtung der Provinz Illyricum beschleunigte sich die unterschiedslose Verwendung des Namens Illyrer. Der römische Historiker Florus zählt die Liburner bereits zu den Illyrern (I 21), Eustathios und Appian (Illyr. 8) die Histrier und Strabon neben diesen die Stämme der Breuni und Genauni in den Alpen (VII 314).
Um der Verallgemeinerung entgegenzuwirken, empfehlen Pomponius Mela (II 56) und Plinius der Ältere (in seiner naturalis historia III 144), als Illyer nur die Illyrii proprie dicti („Illyrer im engeren Sinne“) zu bezeichnen. Damit bezogen sie sich auf die illyrischen Stämme der mittleren italischen Adriaküste. In den Berichten kaiserzeitlicher Autoren sitzen die Illyrer meist zwischen Donau und Save im Norden und Epirus (Südalbanien) im Süden, von der Adria bis ins Hinterland gelten sie als Nachbarn der Thraker.
In der ersten Hälfte des 20. Jahrhunderts wurde speziell in der historischen Linguistik und Urgeschichtsforschung des deutschen Sprachraums die Theorie eines Panillyrismus entwickelt. Ausgehend vom Befund, dass sich viele Toponyme nicht dem Keltischen, Lateinischen oder späteren Sprachschichten zurechnen ließen, wurde ein illyrisches Siedlungsgebiet postuliert, das einst nicht nur den Balkan, sondern auch weite Teile Mitteleuropas umfasste. Obwohl diese Theorie in der akademischen Welt bereits Mitte des 20. Jahrhunderts als unhaltbar verworfen wurde, blieb sie in heimatkundlicher Literatur auch im Folgezeitraum wirkmächtig.

## Geschichte Illyriens

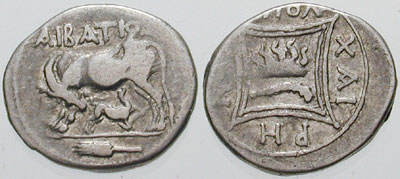
Spuren griechischer Kolonisation: Drachme aus dem südillyrischen Apollonia

Je nach den landschaftlichen Gegebenheiten bildeten Viehzucht oder Ackerbau die ökonomische Basis der eisenzeitlichen Bewohner Illyriens. An der Wende vom 2. zum 1. Jahrtausend v. Chr. dominierten noch die Hirtenkulturen. In den Gebirgsgegenden des westlichen Balkans änderte sich daran wenig, während sich in den Ebenen der Feldbau durchsetzte. Die eisenzeitliche illyrische Gesellschaft war in Sippen- und Familienverbänden gegliedert. Grabfunde belegen beträchtliche soziale Unterschiede.
Seit dem 6. Jahrhundert v. Chr. legten Griechen Kolonien im illyrischen Siedlungsgebiet an (unter anderem Epidamnos, Apollonia und Lissos). Durch den nicht immer friedlichen Kontakt mit den griechischen Poleis übernahmen die Illyrer griechische Kulturelemente. Griechische Luxuswaren wurden Prestigegüter der illyrischen Eliten. In den großen und reich ausgestatteten Sippengrabhügeln im Tal des Mat (Nordalbanien) und am Ohridsee fanden sich zahlreiche griechische Importe.
Die verstärkten griechischen Einflüsse zeigen sich besonders in der Entstehung und im Ausbau der befestigten Höhensiedlungen zu städtischen Zentralorten (wie Nikaia, Byllis und Berat), was mit bedeutenden Veränderungen in der Wirtschaft und der Gesellschaftsstruktur verbunden war. Städtisches Handwerk und Handel gewannen an Bedeutung und die Illyrer betrieben nun auch Seefahrt an den Küsten der Adria (Handel und Piraterie). Auf der Basis der Städte entstanden seit dem 5. Jahrhundert v. Chr. kleinere Fürstentümer. Es kam auch zu meistens recht kurzlebigen Reichsbildungen.
Am südlichen Rand der heutigen nordalbanischen Stadt Shkodra gründeten Illyrer im 4. Jahrhundert v. Chr. auf dem heute von der Burg Rozafa eingenommenen Hügel die Stadt Scodra. Während der Römerzeit dehnte sie sich bis in die Ebene am Fuße des Hügels aus.
Für das 4. Jahrhundert v. Chr. gibt es vermehrt schriftliche Nachrichten griechischer Historiker über die Illyrer. Häufig war das Königreich Makedonien in jener Zeit in Kriege mit den Illyrern und den Molossern in Epirus verwickelt. Der makedonische König Perdikkas III. fiel im Jahr 359 v. Chr. im Kampf gegen die Illyrer unter deren König Bardylis.
Sein Nachfolger, König Philipp II. (359 bis 336 v. Chr.) konnte die Illyrer entscheidend schlagen. Sie wurden jedoch nicht in das Reich Alexanders des Großen (336 bis 323 v. Chr.) eingegliedert, und im 3. Jahrhundert konnten mehrere illyrische Könige (etwa Glaukias, Agron und die Königin Teuta) bedeutende regionale Herrschaften errichten.
Die Illyrer waren zu dieser Zeit auch als Seeräuber berüchtigt. Deshalb unterstellten sich im Jahr 230 v. Chr. einige griechische Kolonien im adriatischen Küstengebiet und auf den vorgelagerten dalmatinischen Inseln dem Schutz Roms. Im anschließenden Ersten Illyrischen Krieg von 229 bis 228 v. Chr. errichteten die Römer einen Brückenkopf an der dalmatinischen Küste. Im Zweiten Illyrischen Krieg (219 v. Chr.) gelangte die Region größtenteils unter römische Herrschaft. Der letzte illyrische König Genthios, der in Scodra (Nordalbanien) residierte, wurde von den Römern 168 v. Chr. besiegt und gefangen nach Rom geführt. Die illyrischen Gebiete wurden in von den Römern abhängige Satellitenstaaten aufgeteilt.
Im Verlauf des 1. Jahrhunderts v. Chr. wurde das Gebiet der Illyrer schließlich als Provinz Illyricum in das Imperium eingegliedert. Im Anschluss an den missglückten „Pannonischen Aufstand“ kurz nach der Zeitenwende setzte eine intensive Romanisierung der Städte in Illyrien ein. Mit dem Erreichen der Donaugrenze unter Augustus wurde Illyrien in die beiden Provinzen Illyricum superius und Illyricum inferius geteilt, die später in Dalmatia und Pannonia umbenannt wurden. Die Truppen des spätrömischen Reiches in dieser Region bestanden zu großen Teilen aus romanisierten Illyrern. Mehrere römische Kaiser kamen aus Illyrien, beispielsweise Claudius Gothicus, Aurelian, Probus, Diokletian und Konstantin. Nach der Landnahme der Slawen auf dem Balkan ging die romanisierte illyrische Vorbevölkerung im Laufe weniger Jahrhunderte zum großen Teil in den Südslawen auf oder wurde in entlegene Bergregionen verdrängt.

## Politische Organisationsformen

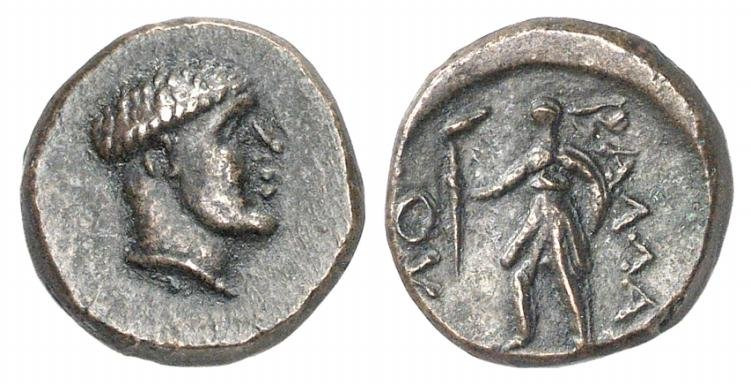
Münze nach 168 v. Chr.: links Kopf des Ballaios, rechts Gestalt der Göttin Demeter mit Fackel

Viele Quellen berichten von Feldzügen illyrischer Könige wie auch von Bündnissen und Verträgen. Es wurden Münzen von illyrischen Stämmen, Städten und Herrschern geprägt. Man kann daraus schlussfolgern, dass es zu vorrömischer Zeit in Illyrien einige politische Organisationsformen gab. Ab dem frühen 3. Jahrhundert v. Chr. prägten unter anderem die Könige Monunios, Mytilos, Ballaios und Genthios Münzen. Von Letzterem weiß man, dass er von seinen Untertanen regelmäßig Steuern erheben ließ. Man weiß allerdings nichts über ihre religiösen Aktivitäten, nichts über eine Rechtsprechung, auch nichts von einem Versuch, ihre Machtstellung durch eine mythische Genealogie herzuleiten, wie es bei den benachbarten Molossern und Makedoniern der Fall war. Die einzige Ausnahme bildete die Königsfamilie bei den Encheleern, die ihre Abstammung von Kadmos und Harmonia behauptete. Eindeutiger ist auch das Fehlen einer dauerhaften Dynastiebildung. Mehrfach wechselt der Oberbefehl über illyrische Heere zwischen Anführern aus verschiedenen Stämmen. Am erfolgreichsten war dabei das Geschlecht des Pleuratos bei den Ardiäern, das sich vom 4. Jahrhundert v. Chr. mit Lücken über Agron und Teuta bis zu Genthios und dessen Eroberung durch Rom nachweisen lässt.
Das illyrische Königtum war jedoch nicht von langer Dauer. Als 232 v. Chr. das epirotische Königshaus gestürzt wurde und dadurch die Süd-Illyrer wieder ihre Unabhängigkeit gewannen, richteten sie keine Monarchien, sondern beliebig regierte Koina (Singular Koinon) ein. Als Organe der südillyrischen Koina erscheinen Volksversammlungen und -beschlüsse, Prytanen, Strategen und Demiurgen. Föderative Staaten, wie dies im benachbarten Epirus der Fall war, existierten nicht.
Wie aus einem Gedicht des Skymnos bekannt ist, kann man grundsätzlich drei Arten von politischen Organisation unterscheiden: 1. Einige Stämme standen unter der Herrschaft fremder Königreiche (wie Epirus oder Makedonien). 2. Andere Stämme waren monarchisch organisiert, der König regierte über das Stammesgebiet. 3. Wiederum andere Stämme hatten kein Oberhaupt, es existierte eine Art „Anarchie“.

## Städte

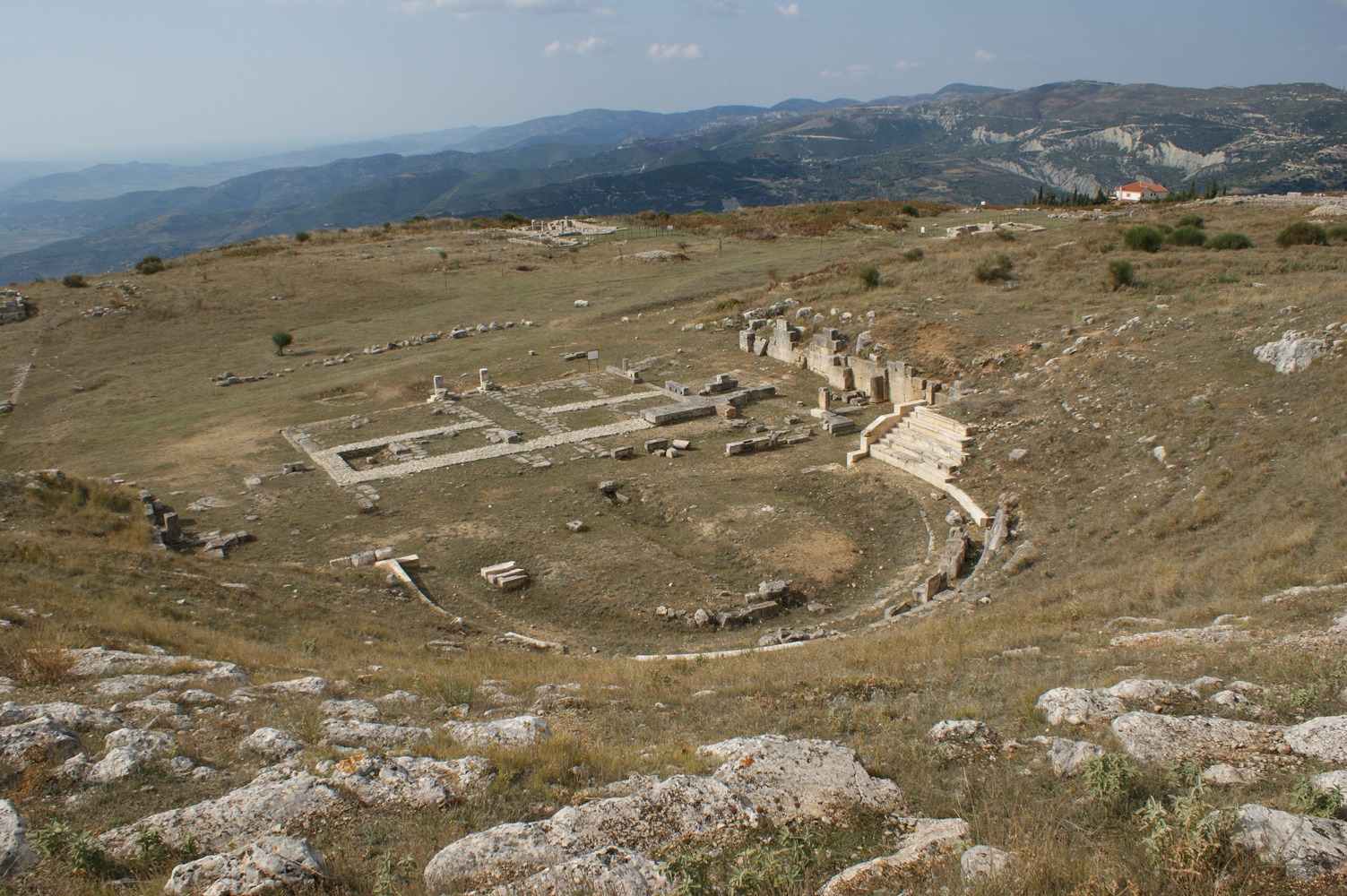
Überreste des Theaters aus dem 3. vorchristlichen Jahrhundert in der illyrischen Stadt Byllis im heutigen Südalbanien (2008)

Die Urbanisierung Illyriens begann im späten 5. Jahrhundert v. Chr. mit den Stadtanlagen von Amantia, Klos und dem am Butrintsee gelegenen Kalivo und nahm im 4. Jahrhundert v. Chr. mit Byllis, Lissos, Albanopolis/Zgërdhesh und Shkodra einen starken Aufschwung. Politisch genossen sie zwar Selbstverwaltung, bildeten aber keine unabhängigen Stadtstaaten mit eigener Außenpolitik wie die altgriechischen Poleis. In der Verwaltung wurde ausnahmslos Altgriechisch und später Latein benutzt.